# Igor Pak
Igor Pak [ígor pák] (rusko Игорь Пак), rusko-ameriški matematik, * 1971, Moskva, Sovjetska zveza (sedaj Rusija).
Pak je profesor matematike na Univerzi Kalifornije v Los Angelesu. Raziskuje na področju kombinatorike in diskretne verjetnosti. Pred tem je poučeval na Tehnološkem inštitutu Massachusettsa in Univerzi Minnesote. Najbolj je znan po svojem bijektivnem dokazu formule za dolžino kljuke za več Youngovih tablic in svojem delu o naključnih sprehodih. Poleg Georgea Eyrea Andrewsa in Dorona Zeilbergerja je bil leta 2006 na Matematični konferenci o enumerativni kombinatoriki na Kolidžu Harveya Mudda eden od glavnih predavateljev.
Je pridruženi urednik revije Discrete Mathematics in urednik (odgovoren za kombinatoriko in diskretno geometrijo) pri reviji Transactions of the American Mathematical Society. Februarja 2009 je imel na Univerzi v Calgaryju predavanje Fejesa Tótha.

## Življenje
Maturiral je na moskovski Šoli št. 57. Po maturi je eno leto delal v Banki Menatep. Študiral je na Državni univerzi v Moskvi. Bil je doktorski študent Persija Diaconisa na Univerzi Harvad, kjer je doktoriral iz matematike leta 1997 z naslovom disertacije Random Walks on Groups: Strong Uniform Time Approach. Po tem je delal z Lászlóm Lovászem kot podoktorski študent na Univerzi Yale. Bil je član Raziskovalnega inštituta za matematične znanosti (MSRI) v Berkeleyu, Kalifornija in več let gostoval na Hebrejski univerzi v Jeruzalemu.